# Steve Pinau
Steve Pinau (* 11. März 1988 in Le Mans) ist ein ehemaliger französischer Fußballspieler.
Im Jahr 2007 kam Pinau aus der Jugend des AS Monaco, wo er seit 2003 spielte in die erste Mannschaft. In der Saison 2007/08 absolvierte er zwei Partien in der Ligue 1. 2008 unterschrieb der Franzose einen 5-Jahres-Vertrag beim italienischen Erstligisten Genoa CFC, wurde aber sofort an den schottischen Erstligisten Hibernian Edinburgh weiterverliehen. Am 23. August 2008 gab er dort als Einwechselspieler im Ligaspiel beim 1:1-Unentschieden gegen Inverness Caledonian Thistle sein Debüt.